# 부산전차
부산전차(釜山電車)는 1915년에서 1968년까지 부산광역시 시내에서 운행하던 대한민국의 노면전차이다. 한국전력공사(KEPCO)의 노선이였다.

## 현지 안내문
동아대학교 소장 「부산 전차」는 1927년 미국 신시내티차량회사(Cincinnati Car Company)에서 제작한 반강제(半鋼製) 보기식(Bogie式) 궤도차량으로 미국 애틀란타에서 운행되었던 전차이며, 1952년 무상원조로 수입되어 부산에서 운행된 전차 20량 중에서 1968년 마지막까지 운행된 전차 중의 1대이다.
이 전차는 동아대학교가 1969년 2월 남선전기(주)로부터 학습용으로 기증받아 보존처리 및 복원 작업을 실시하여 동아대학교박물관 야외에 전시하고 있는 것으로 부산에서 운행했던 전차 중 유일하게 현존하다.

## 개요
- 노선 연장 : 총 21.7km
- 운영 기관 : 남선전기주식회사(1961년 이후 한국전력주식회사)
- 궤간 : 1067mm(협궤)[2]
- 통행 방식 : 좌측통행
- 역 수 : 33
- 복선 구간 : 서면~신좌~수영간 (추정)
- 전철화 구간 : 전구간, 600V DC

## 역사
1915년 11월 1일에 조선와사전기에서 부산궤도를 매수해 운행하며 부산전차가 비롯되었다. 부산궤도의 열차와 노면전차가 병행해 운행하다가, 1916년 3월부터는 전차만 운행하게 되었다. 이후 보수동을 거쳐 일본인이 다수 거주하던 부성교(현재의 토성교)의 조선와사 사옥 앞까지 노선을 연장하고 1916년 9월 22일에 영업을 개시하였다. 1917년 12월 19일에는 나가테(長手)선(해방 후의 광복선)을 연장 개통하여 시내 순환선이 완공되었다. 이 시점에서 19.5km의 영업거리를 갖추게 되었으며, 이 시점이 부산의 전차사업 최전성기였다고 전해진다.
이후 1924년 4월 1일에 경상남도 도청 이전을 계기로 부산역 앞~부산진 3.2km의 구간을 복선화하여 1924년 9월 말 준공하고, 차량 증편, 전차선 개수 등의 사업을 진행하며, 9월에는 보수동 2가에서 도청앞을 거쳐 나카지마마치(中島町; 부용동, 현 부민동에 통합)에 이르는 단선을 연장하였다.
1937년에는 전기사업의 합리화를 위한 합병 움직임이 발생하면서 조선와사전기는 남선합동전기 주식회사로 개편되었으며, 이후 해방 후에는 남선전기주식회사로 개편되었다.
이후 한국전쟁이 발발하면서 대규모의 피난민이 남하하게 되어, 부산시가 급속히 팽창하게 되었는데, 이 와중에서 시내 버스 사업이 급격히 팽창하게 되었으나, 전차의 경우 노후화와 느린 속도로 인해 이러한 수요 증가를 따라가지 못하게 되었다. 1961년에는 전기 3사 통합으로 인해 한국전력주식회사의 운영으로 통합되었으나, 전차사업의 어려움은 계속되었다. 1960년대 통합 직후에 신차의 도입(63년 2대 등), 노선의 보수 공사 실시, 서면~신좌수영간의 궤도 복선화(1963년) 등이 실시되기도 하였으나, 이러한 움직임에도 사업성의 개선은 달성하지 못하였다. 결국 서울의 전차사업 이관과 폐지 추진 과정을 따라서 부산의 전차 역시 시 측에 이관하려는 움직임이 발생하였다. 그러나, 서울과 달리 아예 협의 자체가 성립하지 못하게 되어, 이는 무산되었으며, 한전의 51차 이사회 결의에 따라 결국 1968년 5월 20일을 기해 궤도사업을 폐지하게 되었다.

## 노선
크게 5개의 기종점을 두고 이 구간을 연결하는 방식으로 전차 운행이 이루어졌다. 일제강점기 중반부터 해방 전후해서는 순환선 운행이 존재하였다고 하나, 한국전쟁을 전후하여 사라진 것으로 보인다.
노선 계통 및 연장은 다음과 같다(1924년 기준).
- 범일정(凡一町; 현 범일동)선 - 3,979m
- 목도(牧島; 현 영도구)선 - 1,966m
- 장수(長手; 현 광복동)선 - 3,376m
- 대청정(大廳町; 현 대청동)선 - 1,488m
- 동래선 - 10,906m

주요 기점역 및 환승정거장은 다음과 같다.
- 온천장
- 서면
- 영도 종점
- 시청앞
- 운동장

현재까지 알려진 노선은 아래와 같다.

### 운동장 ~ 영도
공설운동장(현 구덕운동장)-대신동-부용동-재판소앞(현 동아대학교 석당박물관)-시립병원앞(현 부산대학교병원)-토성동-충무동-남포동-시청앞(현 롯데백화점 광복점)-영도입구(현 영도대교)-영도-영도종점(현 남항동)

### 운동장 ~ 온천장
공설운동장(현 구덕운동장)-대신동-부용동-재판소앞(현 동아대학교박물관)-시립병원앞(현 부산대학교병원)-토성동-충무동-남포동-중앙동-부산역앞-영주동-초량입구-초량-고관입구-부산진역-좌천동-시장앞(현 부산진시장)-범일동-광무교-차고앞-서면-부전-신좌수영(현 양정)-거제리-남문구-사대앞(현 부산교육대학교)-동래-서문구-온천장

## 차량
서울전차와 유사하게 소형, 중형, 대형, 미제 차량으로 구분하였다. 이외에 화차 1량을 보유하고 있었다. 대한민국에서 1952년에 Atlanta전차 40대를 수입하였고 1956년에 LA전차를 53대를 수입하였다. 그리고 1963년 5월 30일 일본 후지차량(富士車輛)에서 신차 10대를 도입, 그 중 2량을 배정받아 사용하였다. 이 전차들 중 유일하게 1952년 미국 애틀랜타시에서 운행되던 전차를 무상원조 받은 차량 가운데 1량이 부산광역시에 위치한 동아대학교 구덕캠퍼스에 보관되었으나 전시시설이 미비하여 40여년간 공식적으로 공개하지는 않았다. 1968년 전차운행이 중지되자 동아학숙 설립자인 고 석당 정재환 박사의 요청으로 한국전력의 전신인 남선전기 주식회사로부터 학습용으로 기증받아 1969년 2월 23일 동아대학교 구덕캠퍼스에 별도 시설없이 야외에서 보관된 이 전차는 노출로 인한 부식과 훼손 등으로 1980년 전후면부 철판 완전교체, 지붕과 내부 목재 완전교체와 도색작업 등 대대적인 수리작업을 하고 비바람을 피할 수 있는 간이 보관동을 설치하여 보관해 오다 2009년 3월 부민 캠퍼스 완공과 서구청의 임시수도 기념거리 조성에 맞춰 2010년 12월 부민캠퍼스로 옮겨와 보존처리 과정을 거쳐 2011년 7월부터 일반시민에게 공개중이며 2012년 4월 18일 문화재청의 등록문화재 제494호로 지정되었다.

### 동아대학교 전차
이 전차는 1927년 미국 Georgia Power Company에서 Cincinnati Car Company에 주문번호 2960으로 제작 의뢰한 860-899 시리즈 중 893호이다.
- 크기는 길이 14m, 높이는 상부 집전장치 제외하고 3.2m, 폭 2.4m이다.
- 부산에서 운행할 당시의 번호는 알 수 없다.
- 현재 확인된 부산전차의 번호는 Atlanta전차 309, 352, 354, 360, 362, 366호이고 LA전차 383, 385호이다.
- 부산에서 352번으로 운행하던 전차가 1968년 운행이 중지되자 다시 미국 라스베가스로 보내져 스파게티 레스토랑으로 사용되다 1988년 오렌지 엠파이어 철도박물관에 기증 되었으며 현재 Seashore Trolley Museum (Kennebunkport, Maine)에 보관되어 있다.

전차의 부속품
- 전차의 속도를 제어하는 조종부는 미국 GENERAL ELECTRIC 의 K-35-JJ   LB-4형이다.
- 이 전차의 제동장치는 미국 Westinghouse 의 M 28 A 형이다.
- 동력장치는 Motor GE 265A 형이다.
- 제동장치용 공기압축기는 Westinghouse (Traction Brake Co) DH-15 형이다.
- 집전장치(Bow collector)는 도입시 가장 고전적인 집전 장치인 집전봉(Trolley Pole)형이었으나 후에 독일제인 뷔겔(Bügel) 형으로 교체되었다.
- 한국에서 운행되었던 당시 전차사진을 확인해보면 전차 앞뒤로 집전봉 2개를 설치한 전차와 앞뒤 한쪽은 집전봉을 설치하고 나머지 한쪽엔 뷔겔을 설치한 전차, 또 뷔겔 하나만 설치한 전차 3종류로 구분된다.
- 한국에서의 전차 집전장치는 도입시와 국내 운행초기에는 집전봉형을 설치하고 운행하였던 것으로 보이고 운행 중기에는 차츰 차츰 뷔겔형으로 교체되다가 운행 말기에는 전부 뷔겔형으로 교체되었던 것으로 추정된다. 일부 사진에서 뷔겔이 앞쪽이나 뒤쪽 중 한쪽으로 치우쳐 설치되어 있는 것을 볼 수 있는데 동아대학교 전차는 가운데 설치되어 있다.

전차의 색상
원래 애틀란타 전차는 Olivegreen과 Cream색으로 도색되었다.
- 국내 운행 당시의 사진들을 참고해 보면 상부는 미색계통, 하부는 녹색계통으로 추정되고 국내 운행후기와 운행중지 당시 사진을 보면 언제부터인지 정확히 알 수는 없지만 지금의 V자형 디자인과 가운데 빨간띠 부분이 추가되고 마지막까지 유지되었다.[5]

## 같이 보기
- 궤도

## 참고 자료
- 부산 전차 - 국가유산청 국가유산포털